# Estienne de La Roche
Estienne de La Roche o Estienne de Villefranche (Lione, 1470 – Francia, 1530) è stato un matematico francese.

## Biografia

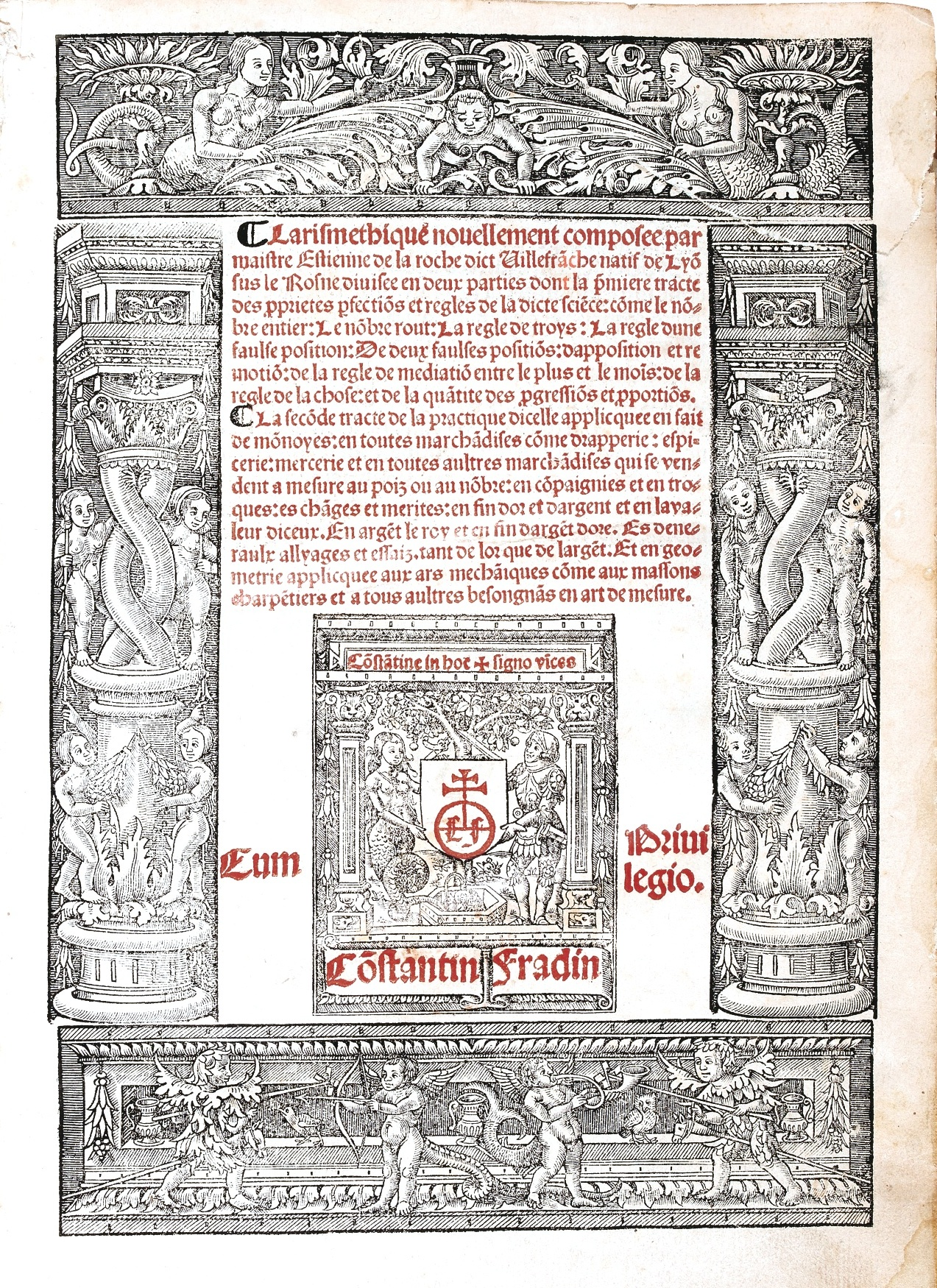
Frontespizio, L'Arismetique nouellement composée (1520)

La Roche nacque a Lione, ma la sua famiglia  possedeva anche delle  proprietà a Villefranche-sur-Saône, dove egli visse durante la sua gioventù. Egli quindi fu conosciuto anche come Estienne de Villefranche.  
Egli studiò matematica con Nicolas Chuquet. Egli venne in possesso del manoscritto di Chuquet ed è probabile che La Roche  fosse in buoni rapporti con Chuquet stesso. Insegnò matematica per il commercio a Lione per 25 anni. È ricordato oggi come un professore di aritmetica (a quel tempo, "Master of Figures" (Maestro delle Cifre)).
Nel 1520, pubblicò l'Arismetique nouellement composée, opera che in quell'epoca venne considerata come un eccellente libro di algebra; in particolare in essa veniva usata una elegante notazione per le potenze, le radici quadrate e le radici di altra natura. Però, nel 1880, Aristide Marre pubblicò il libro Triparty  scritto da Chuquet, e dimostrò che la prima parte di “L'arismetique” era essenzialmente copiata dall'algebra di Chuquet. Lo scopo di La Roche era di insegnare concetti aritmetici, sconosciuti al pubblico francese, ma in quel modo passò per un plagiatore.
Egli fu degno successore di diversi maestri ed esperti nella sua arte, come Luca Pacioli. La Roche deve essere stato influenzato da alcuni matematici
tra i quali, oltre a Chuquet e Pacioli, va ricordato Philippe Frescobaldi, un banchiere francese che aveva scritto alcuni libri di matematica.